# Jean-Louis de Cartier de Marchienne
Jean-Louis Marie Ghislain baron de Cartier de Marchienne (26 maart 1962) is een Belgisch ondernemer, bestuurder en landbouwer. Hij is voorzitter van de raden van bestuur van uitgeverij Brepols en kaartspelenproducent Cartamundi, beide in Turnhout gevestigd.

## Levensloop
Jean-Louis de Cartier de Marchienne is een telg uit het geslacht De Cartier en een zoon van ondernemer Louis de Cartier de Marchienne (1921-2013) en Viviane Emsens (1929-2019). Hij is gehuwd met Elisabeth Laloux en heeft vijf kinderen.
Tussen 1984 en 1991 was hij betrokken bij de oprichting van verschillende landbouwbedrijven in België met vestigingen in Hongarije en Nederland. In 1992 werd hij lid van de raad van bestuur van uitgeverij Brepols in Turnhout, waar zijn vader ook bestuurslid was. In 1995 werd hij voorzitter van de raad van bestuur van Brepols en haar dochterondernemingen. In 1998 werd hij ook voorzitter van Cartamundi, een kaartspelenproducent eveneens in Turnhout gevestigd en waarvan de familie De Cartier aandeelhouder is.
In 1993 werd De Cartier lid van de raad van bestuur van bouwmaterialengroep Etex. Hij is een achterkleinzoon van Etex-oprichter Alphonse Emsens. Later werd hij ook bestuurder bij verschillende dochterondernemingen van Etex en voorzitter van de raad van bestuur van Etex. In mei 2021 had hij het maximale aantal mandaten bij Etex bereikt en volgde Jo Van Biesbroeck hem als voorzitter op.
Sinds 2020 is hij ook lid van de raad van bestuur van mineralenproducent Sibelco. Ook is hij bestuurder van FBNet, de federatie van de familiale bedrijven in België.